# 落書き

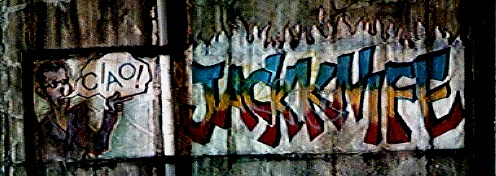
壁面に描かれた落書きの例（1997年8月、渋谷駅近辺）

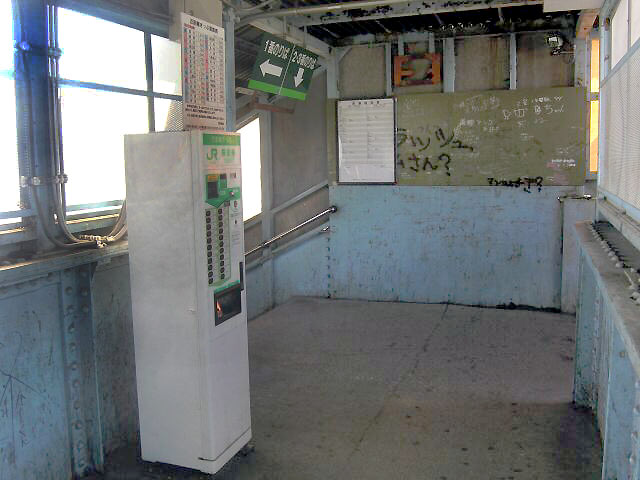
JR北海道の西帯広駅、跨線橋での落書き（2004年8月、奥（右上）側）

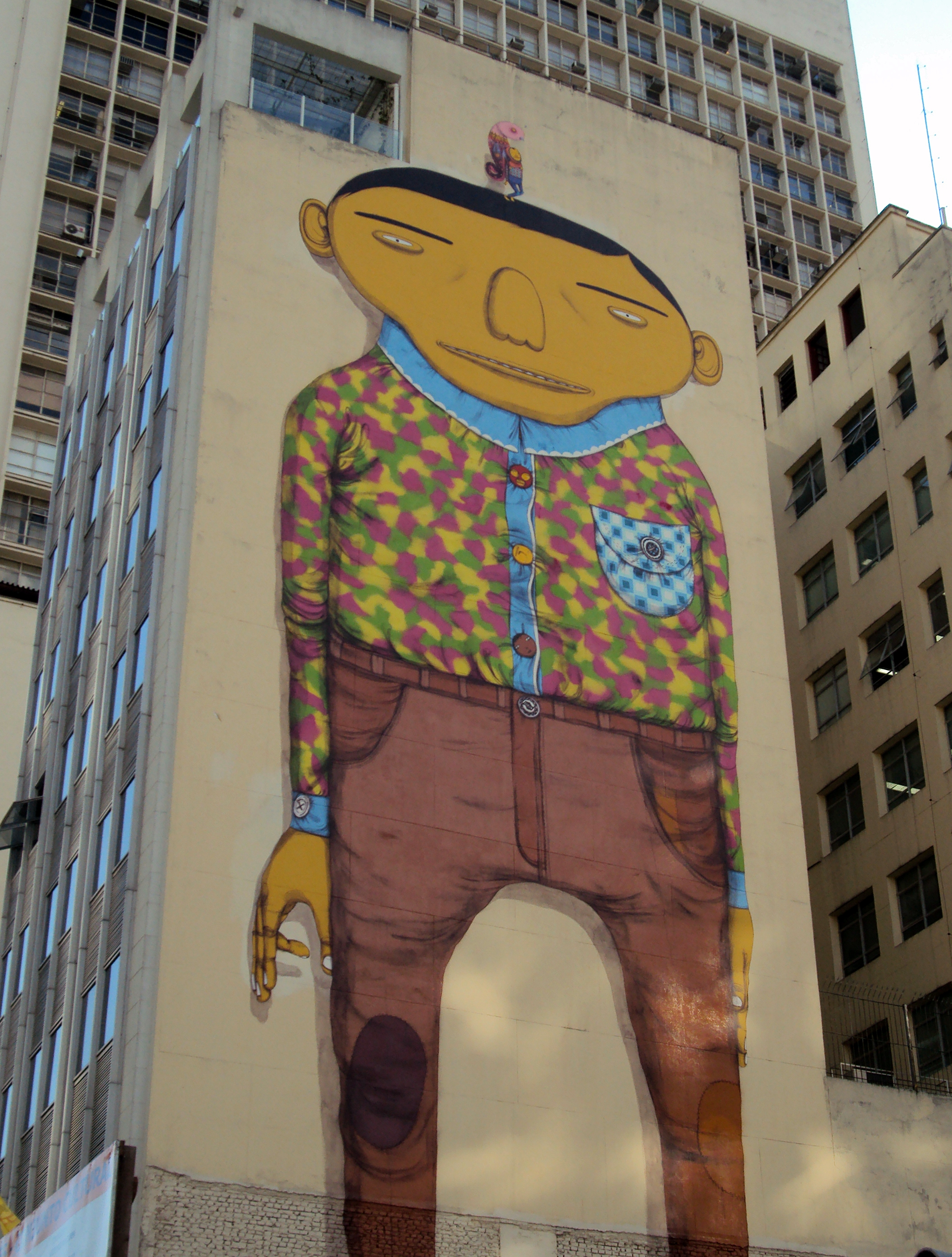
ブラジル・サンパウロ市の建物内の落書き（2009年）。

落書き（らくがき、落書、いたずら書き）とは、以下のようなものである。
1. 文字（文章）や絵で、他者の保有財産を汚損する犯罪・違法行為。書かれた場所・モノの所有者にとって無価値どころか、損害を招く行為。落書き行為者に対して、罰金を設けたり、厳罰化すると数が減ったことから、日本では罰則を設ける地方自治体が増えている[1]。刑罰があっても罪が軽い状態だと、落書き防止に役立たないどころか遵法精神低下など悪影響を招く[2]。
2. またはそれらの行為によって記された文字や図表。景観を乱し、割れ窓理論によって、犯罪の増加にも繋がるため、防犯カメラ等で検挙し、原状回復費用請求と早期に消すことが大事である[3]
3. 幼児・児童が、自宅の壁や床など、主に家族の所有する財産に、文字（文章）や絵をいたずら書きする行為[4]。

## 概要
この行為、またはそれによって書かれたものは、多くの場合において、第三者にしてみれば意味が無く、財産の所有者にとって、損害をもたらすものである。割れ窓理論によって、更に治安の悪化を招く。
紙が貴重であった時代くらい、古い時代に書かれた場合でのみ、民俗学などに於いて当時の風俗、文化を知る上で大きな手掛かりとなるケースもある。
幼児・児童が主に家庭内や親族の所有物に行うモノも「落書き」と称されるが、学生や成人が他者の財産を無許可で毀損する「落書き」とは意味の異なるモノである。

### 古典における落書き

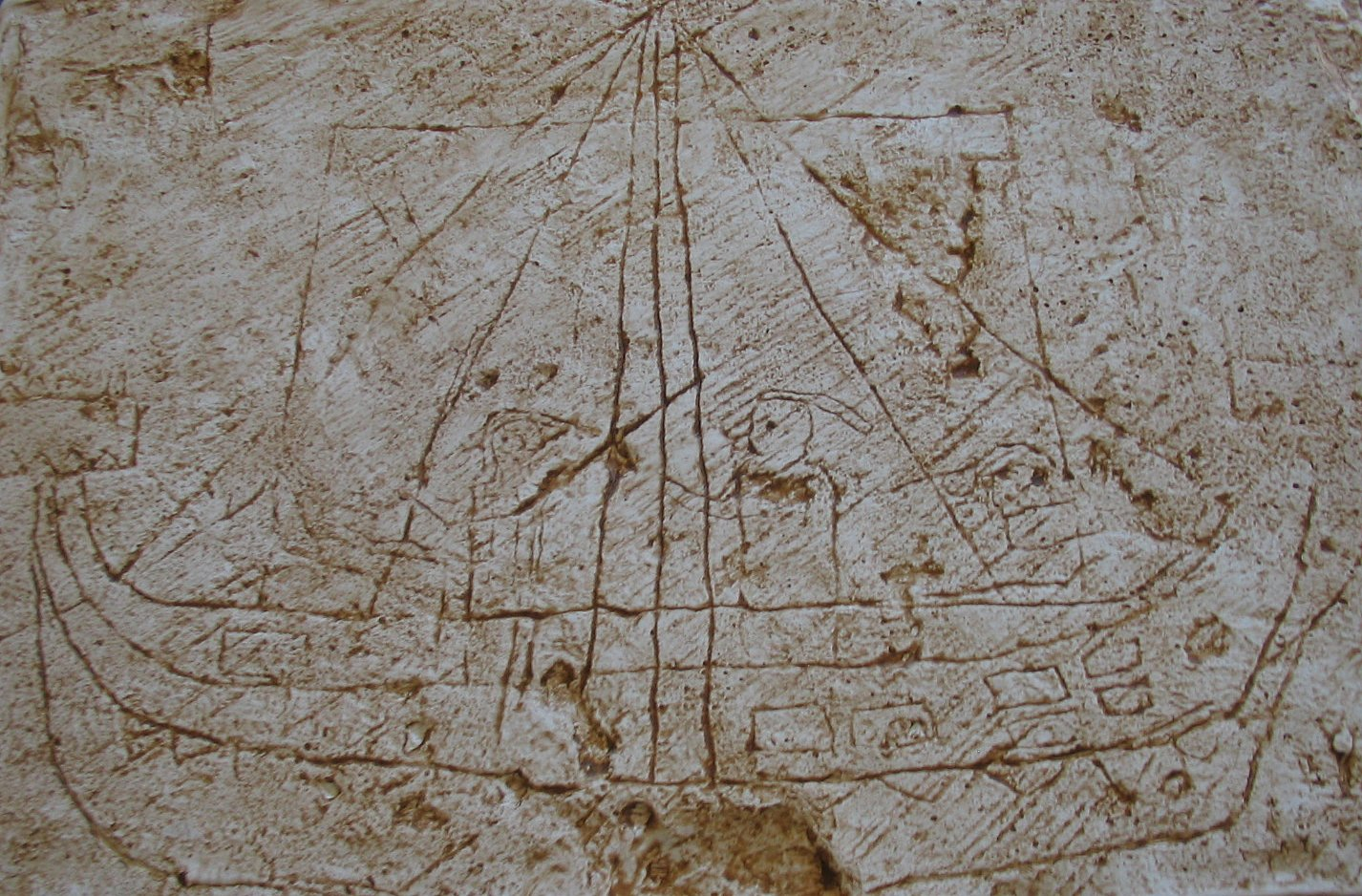
ボートに乗る人々を描いたグラフィティ。古代の落書きの博物館、フランス

語源としては、古くは落書（らくしょ、おとしがき）と呼ばれる、特定の誰かを揶揄したり風刺する意図で、対象人物の家の門や壁に貼られた、またはわざと目に付く場所に落とされた匿名文章の様式が存在したが、恐らくこれが今言うところの落書きになったとみられる。

へのへのもへじ

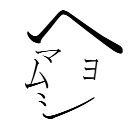
ヘマムシヨ入道

日本には古くから「へのへのもへじ」や「ヘマムシ入道（またはヘマムシヨ入道）」等の文字遊びとしての落書きが存在し、今でもこれを描く人も見られる。（ヘマムシ入道に関しては、広辞苑の同項に図が見られる）現在にも伝わっている落書には、建武の新政における混乱を風刺した『二条河原の落書』が知られている。

#### 古代ローマにおける落書き

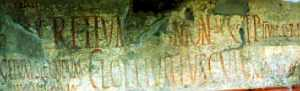
ポンペイに残された選挙の落書き。民衆の話し言葉、俗ラテン語で書かれており貴重な資料である。

ヴェスヴィオの噴火により埋没したポンペイでは、古代の町並みをそのままの姿で見ることができる。こうして現代に残った古代の建物の壁面には多数の落書きが残されており、古代ローマ時代にはどの町にも同様の落書きがみられたと考えられている。
落書きのなかには、公職立候補者の選挙の際に各建物に大書された推薦や誹謗の落書きや、剣闘士試合の告知があり、こうしたものは専門の業者の手によって書かれたと考えられている。他方で、酒場の戯言や恋人同士の伝言など一般人の手によると思われる落書きも多く、ここから当時の庶民階層の識字率の高さを指摘する意見もある。

#### アンコールワットの侍の落書き
アンコール・ワット遺跡には、寛永9年（1632年）に同地を訪れた江戸初期の武士・肥前松浦藩士の森本右近太夫が筆と墨で残した落書きが見られる。当時、日本の商人や浪人たちが多数東南アジアに住んでおり、こうした人々によってアンコール・ワットは「祇園精舎」の跡地であるという誤った情報が日本に伝わり、多くの人々が海をわたり祈りのために訪れた。アンコール・ワットはこの落書きが書かれた後に一旦忘れ去られ、1860年にフランス人学者のアンリ・ムーオにより再発見された。
「父母の菩提（ぼだい）のため、数千里の海上を渡り…」と記された森本右近太夫の記念の落書きのほか、十数箇所の日本人の落書きが1960年代までは残っていた。一度ポル・ポト派の手によってペンキで塗り潰されていたが、現在では森本右近太夫の落書きはペンキの風化によって再び（部分的ではあるが）読めるようになっているという。2003年11月21日には右近太夫の15代目の子孫がこれに対面を果たした。

#### 南米の古代文明における落書き
グアテマラのマヤ遺跡ティカルの建物からは、草ぶき屋根の神殿や輿に乗った貴族などを描いた落書きが発見され、当時の社会や生活の様子を描いた興味深いものとして知られている。

#### ロンドン塔の落書き
英国のロンドン塔は建築の約1080 - 1100年代以降その長い歴史の中でテムズ川の防御を担うと共に、英国王の居城としても、その一部は牢獄（身分が高い人では、使用人を置くことも許される、それなりに恵まれたものではあったが）としても利用されていた。このため随所に関係者や収容されていた者の落書き（石や漆喰に彫り込んだもの）が残されている。その中には当時の権力闘争に敗れた著名人（権力者）の落書きとするにも余りに緻密なメッセージが見られる。

#### 被曝伝言・被災伝言
広島県広島市の広島市立袋町小学校は被曝建造物として校舎の保護活動が行われていたが、老朽化により2000年8月7日より解体作業が行われた。この際に黒板の下などから当時の、避難した人の消息を伝える数多くの被曝伝言が発見されている。現在では切り取られた壁面などが平和教育用の資料として保存・公開されている。
また震災等の大規模災害では通信網の分断や情報の混乱が発生し、家族と離れ離れになる人も出てくる。阪神・淡路大震災では、行方不明者や尋ね人の情報が避難所として利用されていた学校施設の壁に掲示・または書き記された。現在では当時の資料として写真の形でその多くが記録されている。

#### ベルリンの壁の落書き
1961年から東ドイツ政府は、東西ベルリンを遮断し有刺鉄線を、のちに石壁を西ベルリンを囲むように張り巡らせ、1975年にはコンクリートの155kmに及ぶベルリンの壁が完成した。東側からは幅100mの無人地帯のため立ち入ることができなかったが、西側からは接近することができたため、壁の建設をなじり撤去を求める政治的な落書きが出現するようになった。やがてさまざまなメッセージや色鮮やかなストリートアートが西側の壁を彩ることになった。

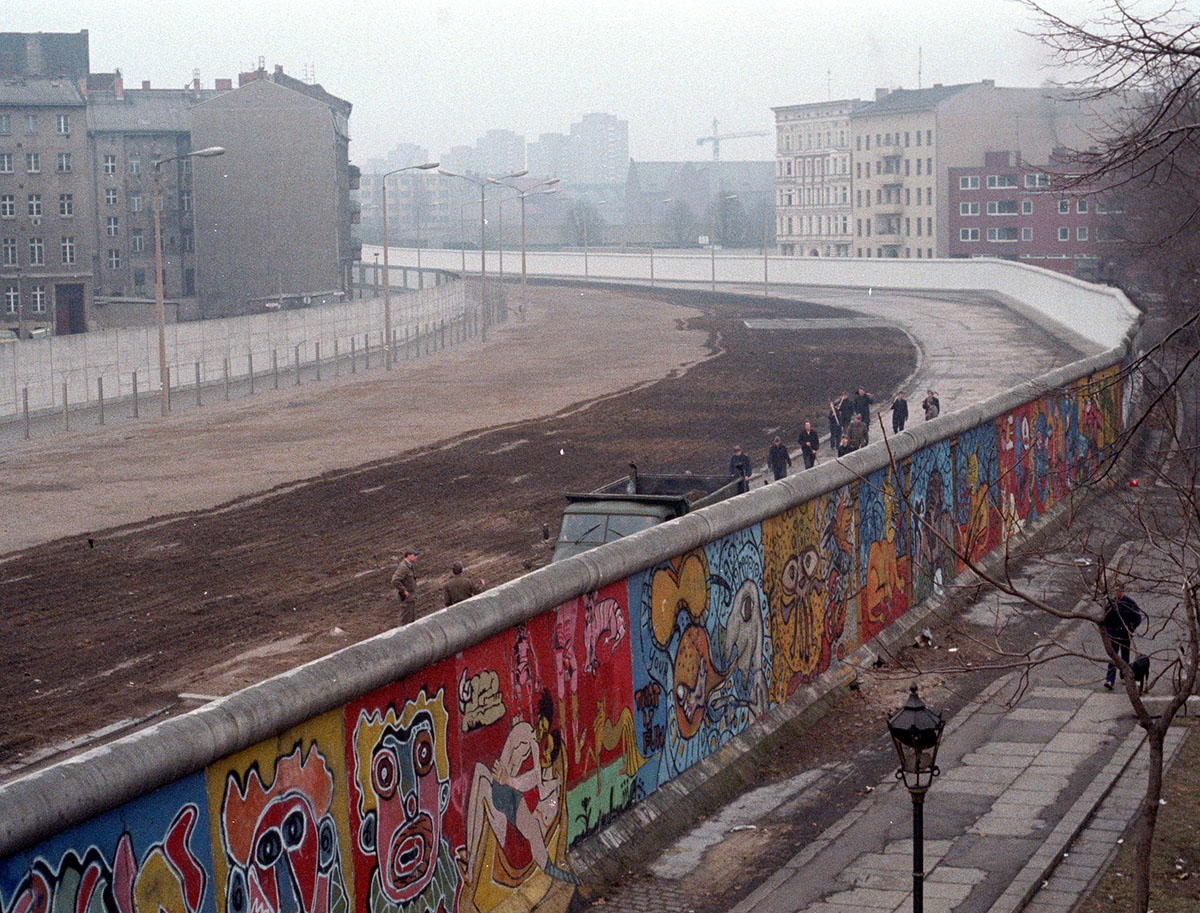
落書きが多かった西ベルリン側の壁

#### 郡山八幡神社の落書き
郡山八幡神社の本殿解体修理時に、木材に木片が打ち付けられているのが発見された。そこには永禄2年（1559年）8月11日の日付とともに「其時座主ハ大キナこすてをちやりて一度も焼酎ヲ不被下候（くだされずそうろう）　何共めいわくな事哉（ことかな）」（今回の施主はたいへんけちで一度も焼酎を振る舞ってくれなかった。なんともひどい話だ。）と書かれており、施主に対する愚痴を綴っただけの落書きであるが「焼酎」の語を使用した最も古い文献とされている。落書きがされている板は頭貫と呼ばれる水平材であり、打ち付けられている状態では見えないようになっていた。

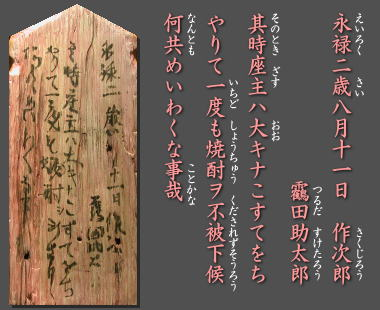
「焼酎」の語が使用された最古の文献とされる落書き

### インターネットでの「落書き」
「価値のない情報が氾濫する場」という意味で、電子掲示板に書かれる内容を、「便所の落書き」に例えることがある。由来としては、新世紀エヴァンゲリオンの庵野秀明監督が、インターネット上のチャット通信について「便所の落書き」と批判したことにある。また東芝クレーマー事件において筑紫哲也が自身の番組中、インターネット上の情報を、「かなり恣意的で、トイレの落書きに近い、などという酷評すらあります」と報じた。
インターネットの普及によって、電子掲示板や個人・団体のウェブサイト上にも、様々な落書きがみられる。荒らし行為によるものから、特定個人・団体に対する中傷もあり、中には訴訟事例に発展する事例も多い。意図してそのようなモノを公開するのは論外と言えるが、他方では意図せずそうなってしまうケースもあるため、注意が必要であると共に、掲示板管理者などにより、一定のガイドラインが示されている場合も見られる。

## 現代の落書き問題
現代社会で文化財のような公共財産を含む他者の財産への落書きによる汚損や破壊・落書きを放置すると治安悪化と落書き増加を招くこと・消す費用のが圧倒的に高いこと、その費用を被害者が負うこと、問われる罪が軽過ぎることが問題になっている。落書きをする人々は、犯罪でしか自己顕示欲や承認欲求を満たせない「つまらない人間」であり、犯罪者として法的責任を負わせる必要がある。一つ許すと模倣犯も増殖する。彼らは「アート」と主張するが、自己の財産以外への落書きは犯罪行為であり、器物損壊罪等にあたり、3年以下の懲役または30万円以下の罰金に課せられる。現場を直撃された落書き犯はかつ「自分は書きたい場所に書いているだけ。人の家だろうが、公共だろうが、国のなんちゃらだろうが。」「みんなそういうの思い思いに書いたりするのがアートなんで。それで成り立っている世界なんで。」と主張している。落書きされた財産の持ち主らからの依頼で落書消し業者の男性は、 書くのは簡単だろうが「消すのは大変」と指摘している。

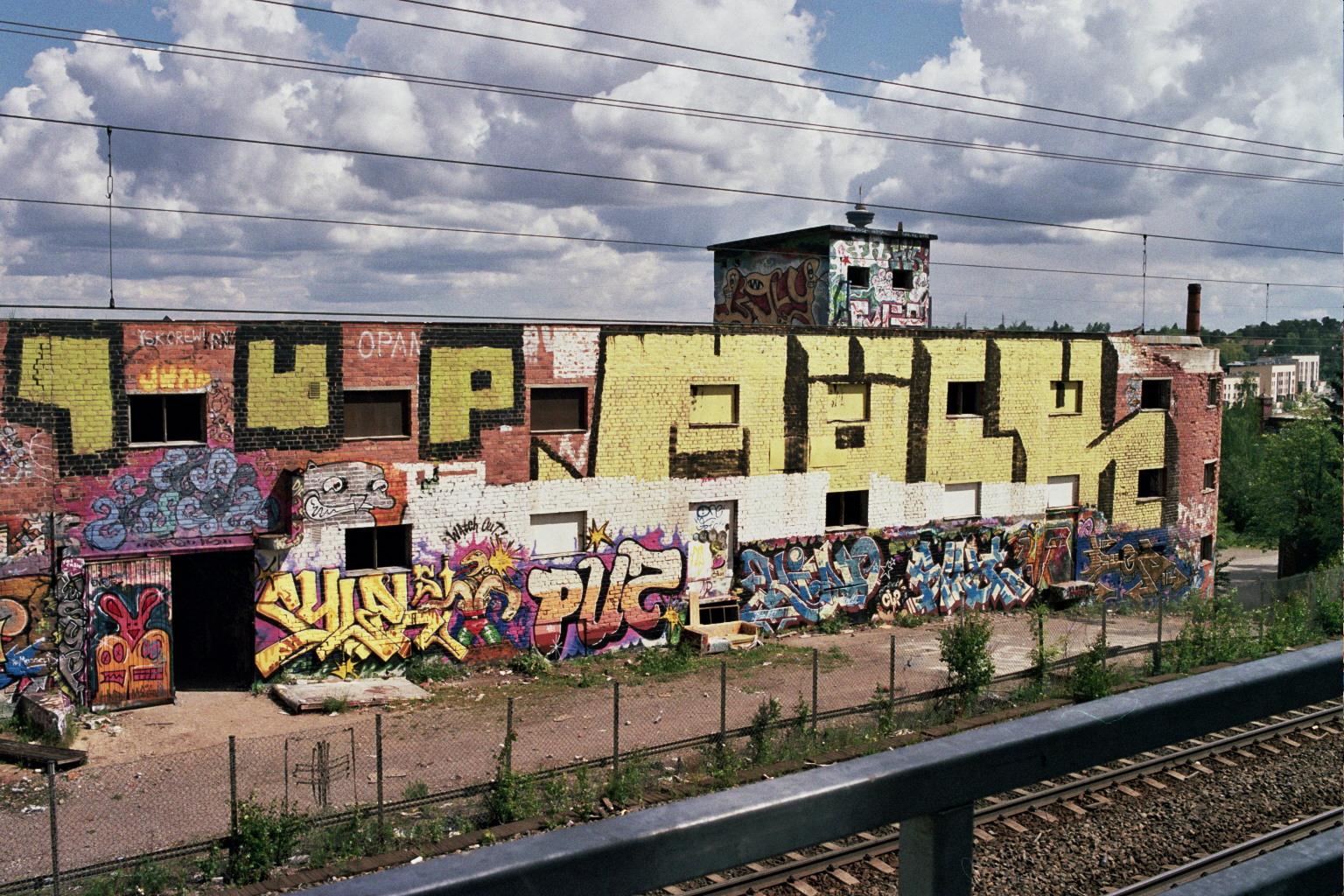
フィンランドにある落書きされたルーフフェルト工場の廃墟

公共施設や他人の家屋・店舗などに勝手にペイント書きをする行為は、各国の法律において器物損壊、犯罪行為であり、落書きという様式の暴力（ヴァンダリズム）である。
特に他人を誹謗・中傷する意図で攻撃的な文言を書き残した場合は、脅迫の範疇によって扱われる。これは刑法にいうところの器物損壊としてれっきとした犯罪行為であるとともに道徳的に見ても公共良俗を損なう行為である。

### 建造物・天然記念物への落書き
歴史的建造物に来訪者が落書きを残すケースは多く、1980年代 - 1990年代には日本人観光客らが訪れた国の文化財とされる歴史的建造物を汚損したとして逮捕される事例も度々出て問題視された。万里の長城では、観光客らによる落書き（彫り込んだもの）などにより、風化が進むことが懸念されている。日本の奈良の大仏殿など一般公開されている神社仏閣の汚損も酷く、大阪城でもハングルの落書きが問題視されている。後述のドイツ・ハイデルベルクの学生牢やハイデルベルク城でも本来の落書きのほか、観光客がドイツ語のほか、英語・日本語・中国語・韓国語など様々な言語による落書きを行っている。2003年に日本人の青年がイースター島のモアイにサインを彫りこんで国立遺産法違反で逮捕されている。2016年に神奈川大学の学生2名がケルン大聖堂に落書きし、それをツイッターで公開、神奈川大学はケルン大聖堂に謝罪している。
また天然記念物や自然の景観を汚損する落書きをするケースでは、それら傷付けられた動植物の生命を脅かす事態まで発生しているとされる。1989年に、スクープを目論んだ朝日新聞社カメラマンによってサンゴが傷付けられ（朝日新聞珊瑚記事捏造事件）、大きな社会問題とされたが、同時にサンゴ落書き問題が方々で発生していることもクローズアップされた。

### 鉄道車両への落書き
20世紀後半のニューヨーク地下鉄は落書きだらけとなっており、治安も最悪の状況にあった。そしてヨーロッパに伝播して、1990年代～2000年代頃からヨーロッパでも鉄道車両の落書きが深刻化した。落書きされたまま走っていることも多い。

### 便所の落書き
学校を含む公共の場としての便所には、落書きが書かれている場合が多い。そこには愚にもつかない駄文から、個人情報とおぼしき文字列までさまざまな情報が書かれているが、稀に秀逸なジョークや、非常に興味深い警句もみられる。馬上、枕上、厠上の3つを文章を練りやすい場所という意味で「三上」というように、便所を使用している最中は、様々な思索が交錯しやすい。それの発露が便所の落書きといえる。多種多様な人間の利用する駅や高速道路サービスエリアの公衆便所では、多様な落書きが見出される。
特に日本では1990年代以降、携帯電話番号の落書きが増える傾向が顕著だが、これは本人の番号ではなく、他人の番号を書き散らして個人攻撃を実現する目的と推測される。公園に併設された衛生状態の芳しくない公衆便所では、暴走族の叫びにも似た自己主張的なマーキング、同性愛者向けの交流に向けたメッセージも見られる。
いずれにしても、第三者にとっては無価値な情報であるものが多く、有益な情報が残されていることは稀である。またそれら雑情報に埋もれる格好で、他の情報までその価値を失うという現象も見られる。ノイズの項を参照。

## 世界の落書き問題
以下に国によって地域性の見られる落書き事例とその対応について述べる。

### アメリカ

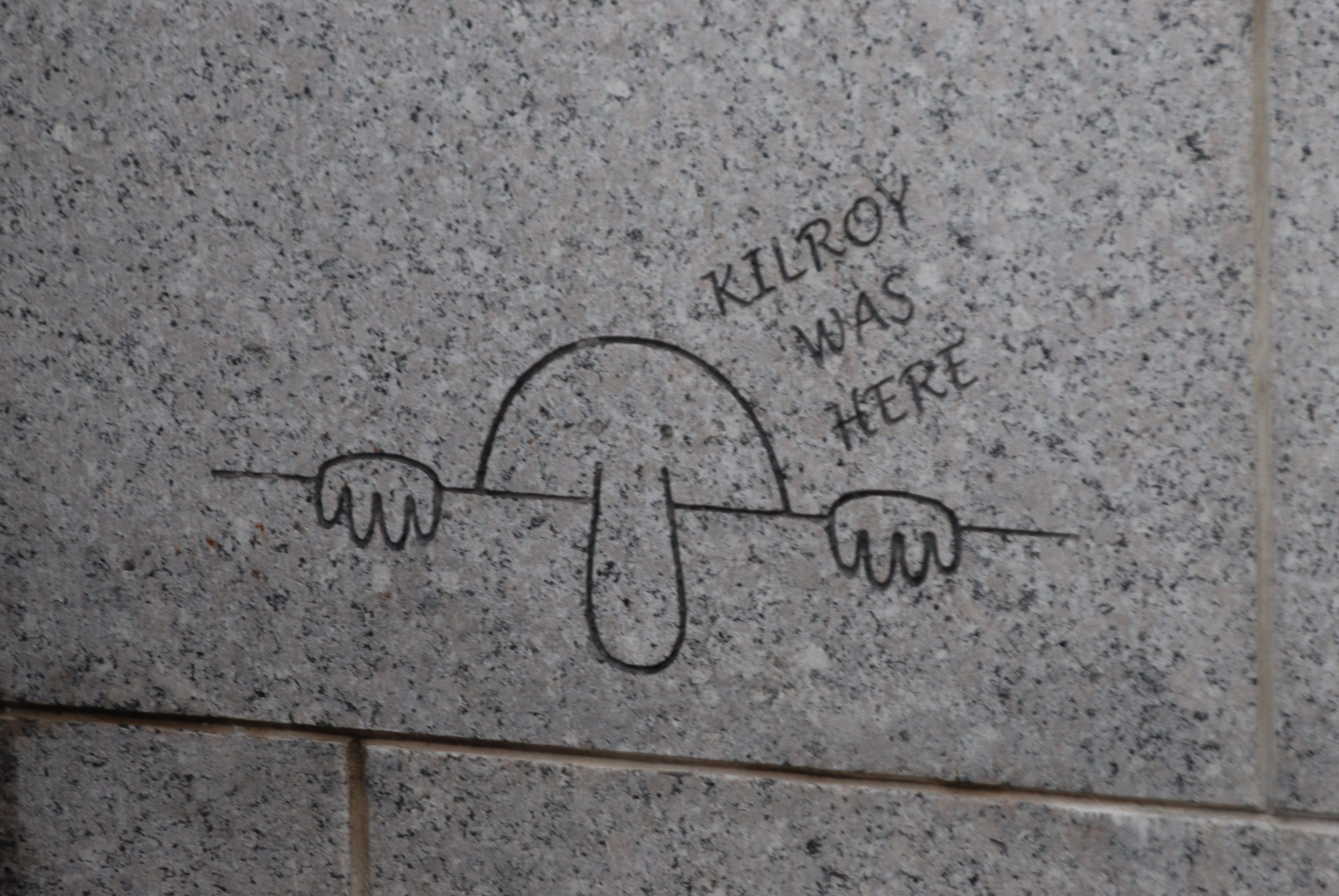
ワシントンD.C.の第二次世界大戦記念碑に見られるキルロイ参上の落書き

アメリカにはキルロイ参上（“Kilroy was here”：「キルロイは此処に来た」とも）と呼ばれる伝統的落書きの様式があり、第二次世界大戦当時にはアメリカのあちこちに存在し、一説に拠れば朝鮮戦争からイラク戦争に至るまで、米軍が軍事活動した地域には、しばしばこういった落書きが残されたという。
1970年代より都市部の落書きが、犯罪や失業の増加とあいまって深刻な社会問題と化した。ギャングの縄張りを示す走り書き（タギング）も流行した。これらはエアロゾール（グラフィティ）と呼ばれるヒップホップ文化の重要な要素であり、多くのグラフィティや出身の画家やイラストレーターを輩出したため、ヒップホップ流行とともに伝播した（ストリートアートを参照、またニューヨークのグラフィティ・シーンを追った2002年の映画『ボム・ザ・システム』もこの文化に関して詳しい）。1990年代以降各都市の施策により頻繁に消去されるようになった。
ニューヨークのクィーンズ区にあった建物「ファイブ・ポインツ（5 Pointz）」は、不動産所有者が落書きアートの表現場所としてグラフィティ･アーティストたちに20年間に渡り提供してきており、国際的にも名所として有名であったが、2013年に再開発計画に伴い落書きを塗りつぶし、2014年には建物そのものを取り壊したとしたことに対し、破壊前に作品保存の機会を与えるべきであったとして、21人のアーティストたちが「視覚芸術家権利法（VARA）」違反として損害賠償請求の訴訟をおこし、2018年にニューヨークの連邦地裁は喪失した45の落書き各作品に対し、法定損害賠償上限となる15万ドル（約1,600万円）計7億円を超える賠償額を認める判決を出している。

### イギリス
イギリス・ロンドンには縦横無尽に地下鉄が走っているが、その窓への落書きがみられ問題とされている。これらはダイヤモンドの指輪などによって付けられたもので、ガラス面を直接傷つけるために強度低下が心配され、地下鉄の管理側は罰金を課して取り締まってはいるが、完全には防ぎきれていない。なおこういった傷は、ガラス切りでガラスを切削するのと同様であり、クラッカープレートと同じ原理により最終的には割れる可能性を含んでいて、大変危険な行為である。

### イタリア
多くの歴史的事件の舞台となり、文化財も多く残っている世界的な観光地であるイタリアだが、歴史的建造物への落書きは多い。落書きの大半はイタリア人によるものであり、言語別ではイタリア語や英語、スペイン語が大部分を占める。
イタリア人は落書きに対して寛容であり、上述のとおりイタリア語の落書きは多い。2008年6月にサンタ・マリア・デル・フィオーレ大聖堂への京都産業大学や岐阜市立女子短期大学の学生、教育者であるべき常磐大学高等学校野球部監督による落書きが新聞やニュースで相次いで取り上げられ、関係者が停学等の処分を受けたことについては、「いきすぎた処分であり、イタリアではあり得ない」と地元紙が報道した。
もっとも立場が変われば意見は変わるもので、サンタ・マリア・デル・フィオーレ大聖堂の技術責任者・ビアンキーニが「日本の出来事は、落書きが合法と思っているイタリア人にはいい教訓だ」と述べたように、イタリア人の意識に釘を刺す意見もある。

### シンガポール
観光産業に力を入れるシンガポールでは、落書きは都市の景観を汚損する重大な犯罪と見なされている。鉛筆やクレヨン等による消すことが比較的簡単なものは初犯に限り注意に留められるが、ペンキや油性ペン等による落とし難いもので落書きした場合は鞭打ち刑が科せられる。1993年にアメリカ人の18歳男性が他人の自動車にスプレーペンキで落書きをして逮捕された。シンガポール政府は当時の合衆国大統領ビル・クリントンによる嘆願書を退け、「鞭打ち4回」の刑罰を執行して国際的にも大きく取り上げられた。
2010年にスイス人の32歳男性が夜中に一人のイギリス人とともにチャンギ車両基地に忍び込み、2台の車両にスプレー落書きをした。一週間後、スイス人は逮捕されて5か月の懲役と「鞭打ち3回」判決された。他のイギリス人の共犯はまだ逮捕されず香港にいると考えられている。

### ドイツ
ドイツ鉄道では落書き被害が深刻なため、落書き消し技術の開発を行っている。

### 日本
現代日本では、戦後初期の学生運動や新左翼的な政治運動の過激化により、政治的メッセージの落書き(ゲバ字が使われた）やアジ電車が増殖した。全学共闘会議（全共闘）および新左翼の学生が東京大学本郷キャンパス安田講堂を占拠した東大安田講堂事件では大量の落書きが行われたことが記録されている。1970年代～1980年代は校内暴力の時代となり不良や暴走族による難読漢字の羅列が多く見られ、バブル崩壊後はシャッター通りや破綻した観光施設などが増加し、これら管理放棄された建物が狙われやすい。市民有志による除去活動も見られる。日本の法令では文化財保護法違反、建造物損壊罪、器物損壊罪、軽犯罪法違反、落書防止条例違反などに問われる。また、別途、所有者や管理者から修復費などを含む賠償金を請求される。2018年に茨城県取手市で器物損壊容疑で摘発された者の例では、示談のために457万円を同市に支払った。

## 各国における対策と処罰

### 法律・条例

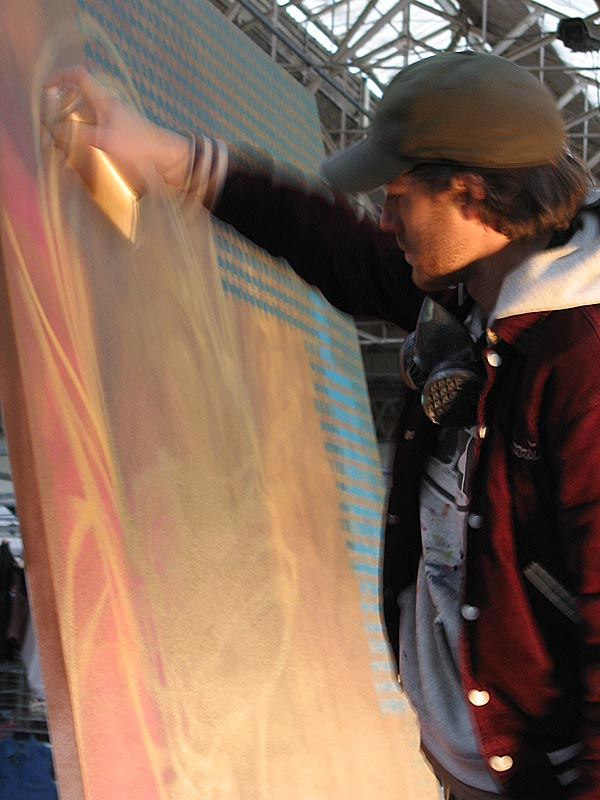
ロンドンでコンテストに参加しているグラフィティ・アーティスト

落書きは都市の景観を損なうことから、各国で多くの市民は迷惑行為と考えており、器物損壊、不動産に対する侵害、ヴァンダリズムの一環となる。また落書きと若年犯罪の密接な関係を強調し、犯罪抑止の観点から割れ窓理論等の犯罪抑止理論が盛んに論じられるようになり、都市部の落書きも地域の治安を悪化させる要因と見なされ、厳重に取り締まられている。
1990年代以降落書きに対する規制や消去の努力が各国の地方政府やボランティアの手で始まっている。ニューヨークのルドルフ・ジュリアーニ市長（当時）は割れ窓理論の立場からかねてから落書きに反対し、悪名高い地下鉄の落書きを消し去った。1995年には落書きと戦う「アンチ・グラフィティ・タスクフォース」を結成し、過去最大級の落書き反対キャンペーンを開始した。また同年、18歳以下の青少年にエアロゾール・スプレーを売ることを禁止したニューヨーク市条例を施行させた。

落書きは、美観損害と不快感、地域治安悪化の原因となる。藤沢市は2007年7月に「藤沢市きれいで住みよい環境づくり条例」を制定し、早期発見・早期消去・予防対策の3つを掲げ、「まちから落書きをなくしましょう！」と落書き防止に取り組んでいる。

### 代替案と限界
イタリアのサンタ・マリア・デル・フィオーレ大聖堂ではバーチャルに落書きするアプリを搭載したタブレット端末が設置されている。一方、ヨーロッパやアメリカ、近年では日本でも、特定の壁面をストリートアーティストやグラフィティアーティストのために開放し自由に描いてもらおうという、「リーガル・グラフィティ（合法的な落書き）のための壁面」を用意する特別地方公共団体や建物所有者が現れるようになった。アーティストには見回りの目を気にしない発表の場を存分に提供し、同時に非合法な落書きを減らし、都市の装飾や観光にも使おうとのアイデアである。これには歓迎する立場と、非合法の落書きを減らすことにはならないと歓迎しない立場がある。
東京都渋谷区では、2000年代からナイキと関係のあるNPO法人などによって、落書きが目立つ公共の壁面などにリーガル・グラフィティ(許可場内に書かれた落書き)のスペース設置が提案され、渋谷区周辺の公的施設の限定された場所で一部認可された。しかし、関係者以外には壁の側面等に描かれたモノが合法の場所に書かれたか否かの認識が定着せず、リーガルグラフティを目にした国内外の訪来者が、「渋谷区では落書きが許容されている」と曲解し、自ら選定した場所へ落書きを行うなどのケースが多発した。「渋谷は落書きOK」という勘違いが外国人にも広まり、2018年にはオーストラリア人の少年が逮捕されるなど、同区では意図に反して非合法な場所への落書きが増加したとも指摘される。落書き消去などの活動はボランティアを含む地元の団体やNPO法人等の協力を得て推進されているが、原状回復と防止政策などの費用については、公費や建造物所有者など地域住民の資金負担とされている。
2022年度より、渋谷区は落書き対策プロジェクトを発足。3年間で12000平方メートルの落書きを消去した。

## 幼児と落書き

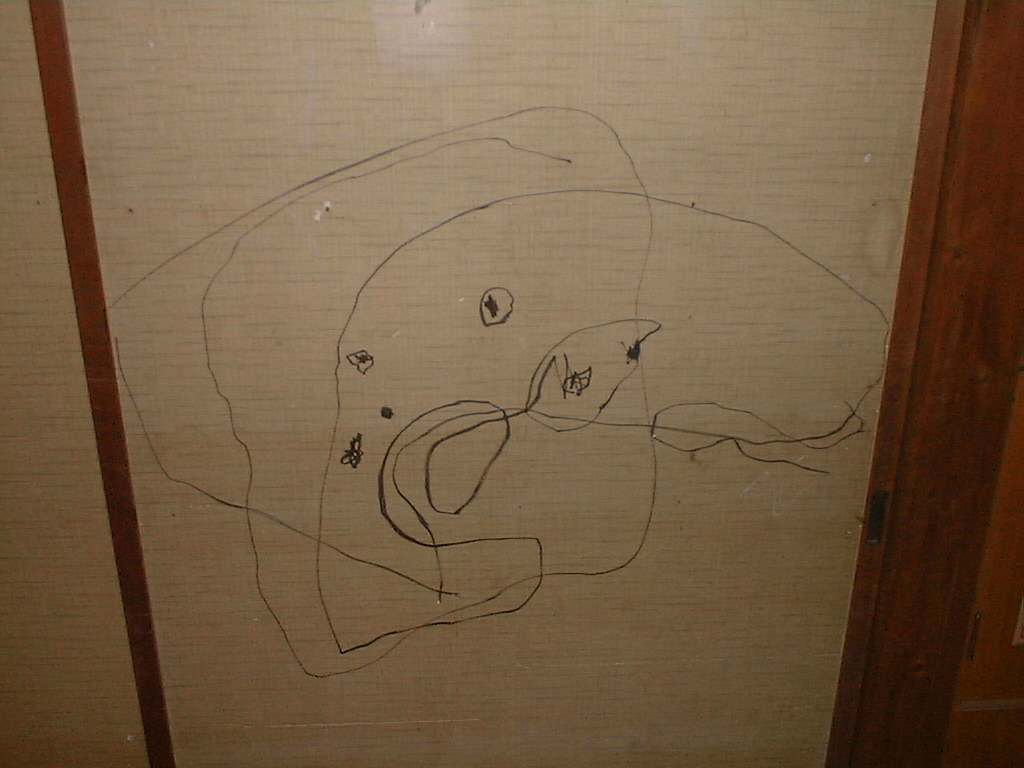
マジックインキで書かれた、幼児の落書きの例

ある程度自発性が育ってきた幼児は、その程度にも個人差があるが、筆記具と紙さえ与えておけば落書き（もう少し丁寧に「お絵かき」と呼ぶ場合もある）に熱中する傾向がみられる。ことによると興にのって壁や床などにまで落書きしてしまうことも珍しいことではない。
これら幼児の落書きは、共通して幾つかの段階を経ていく傾向が見られ、幼児自身の発育過程を把握する上で、興味深い資料となる。また情緒的な水準ないし機嫌のようなものや、性格にもよって描かれる絵にも傾向が発生する。
1-2歳程度の初期の段階では、子供は「何かを書く」という行為そのものに関心を抱く。専ら紙の上に筆記具（クレヨンや鉛筆など）に「腕の左右の往復」という形で緩い弧を描く線をひたすら書く。仕舞いには紙が破れるまで線を幾重にも重ねて書く。
線をひたすら描く時期が過ぎると、幼児は円を描き始める。最初の内こそグルグルと何重にも重なった歪な円を描く。3歳頃までには、幾つかの簡単な図形を描くことが出来るようになる。これらの段階では、描くという行為そのものを通して表現する傾向にあり、例えば自動車に乗った体験では何本もの線を重ねて描いて「早く移動した」ことを示そうとし、新幹線に乗ったら更に多くの線を重ねてスピードの激しさをしめそうとするのである。したがって、描かれた絵そのものにはなんら意味は無く、描く過程を観察するか当人が説明しなければ、それが何を描いたのかは他人にはわからない。これは落書きされた絵（映像）そのものには意味が無い、筆記用具を使った遊びの一種である。
しかし次第に描くという行為と表現する欲求を結び付け始め、これら円はやがて人の顔や物の輪郭として利用されるようになる。多くの場合に最初のものは、身近な人間である母親の顔など、円に目・鼻・口をあらわす線や丸を書き込んだ物を描くケースが多い。進歩すると母親と父親・祖父母といった書き分けを始めるようになる。ただし最初期の人物画を描き始める3歳後半頃までは、俗に「頭足人」と表現される、頭に直接手足が生えたM&M'sのイメージキャラクターのような感じのものを「人間」として描く傾向にあり、これは子供が認識する人間（ヒト）のイメージが、顔と手足に集約されているものと解される。しかし次第に「人間としてのディティール」に胴体や首などの他の部位があることを意識するようになって、大人の認識する人間の姿により近くなっていく。
この段階に至ると、急速に認識力が進歩し、両親の顔の違い・近所の人の顔の違いを明確に意識し始める様子が窺え、4-5歳頃には絵の方も丸や四角・三角を組み合わせた物へと進歩を始め、自動車や飛行機・家や木や花といった様々な物に関心を向け図形の組み合わせでそれらを表すようになる。例えば、横に平たい楕円を二つ並べて足を生やし動物に見立てたり、三角形の下に四角を描いて家に見立てたりといった具合である。また最初の頃には、そういった様々な物品をカタログのように並べて描いていたものが、5歳頃には社会性の発達や行動半径の拡大により、多様な人・物・動物・植物を描くと共に、明確な嗜好によって絵にテーマが生まれるようになる様子が見られる。この段階にもなると、性格にも性差が出てくるようになり、いわゆる「男の子らしい絵」や「女の子らしい絵」などの傾向も発生、男児なら乗物やヒーロー番組の登場人物など、女児なら花やお姫様などといったような、記号化されたイメージが繰り返し描かれるようになっていく。
なおこういった絵の傾向には個人差があるほか、当人の実生活における経験が反映される傾向にあり、読み聞かせてもらった物語や絵本、あるいは様々な生活体験、コミュニケーションの内容などが絵に影響する。ただ、それらの影響も一枚の絵で軽々しく判断できるものではない。
- 参考書籍『育児としつけの百科 -幼児期・学童期の育て方-』（ISBN 4093030170・小学館）

### 練習方法としての落書き
線を引く、円を描く、絵にするという段階は、幼児の発達において見られる現象であるが、その一方で、扱いの難しい筆記用具に慣れるための練習にも用いられる。
例えば漫画を書くためのペンは扱いの難しい筆記用具の一つとされているが、これの扱いを習得する上で、「フリーハンドで横線を引く」「紙を動かさずに丸を描く」といった段階があり、これを習得することで、自在に絵が描ける。これは線を書くことで適切な一定の筆圧を維持する練習となり、円を書くことで360度全方向へ筆先を滑らせることが出来るようになる…という理由で、様々な筆記用具の練習にも応用することが可能である。

### 精神活動と落書き
他方では自由に落書きさせることで、児童の心理状態を調べる分野もあり、精神的な健康状態を落書きを描かせて測定する手法がある。この方法は失語症に陥っている大人にも適用されることもある。
健康な精神状態にある児童は、様々な物を描く傾向が強いが、紛争や事件に巻き込まれたり児童虐待を受けるなど、トラウマやPTSDによって精神活動にダメージを受けている児童では、上手に落書きをすることが出来ない。場合によっては極端にデフォルメされた人物像を描いたり、または意味のある絵が描けなくなってしまう現象も見られる。
また精神的なダメージの回復に、落書きを根気良くさせることでストレスの原因となっている記憶を吐き出させ、治療を行う方法も存在している。これらでは、ストレスの原因を絵を分析することで周囲が把握し、これを取り除く方向で助けていくとされる。